# Luisia unguiculata
Luisia unguiculata är en orkidéart som beskrevs av Johannes Jacobus Smith. Luisia unguiculata ingår i släktet Luisia och familjen orkidéer. Inga underarter finns listade i Catalogue of Life.